# Gunnar Prokop
Gunnar Prokop (Sankt Pölten, 11 luglio 1940) è un allenatore di pallamano austriaco.
Ha guidato dal 1972 al 2009 il club austriaco femminile del Hypo Niederösterreich, di cui è stato anche fondatore, e con cui ha conquistato otto EHF Champions League. Nel 2007 è stato nominato allenatore del secolo dalla Federazione Europea di Pallamano

## Carriera
Ha iniziato la carriera come allenatore della pentatleta Liese Sykora, che in seguito è diventata sua moglie. Nel 1972 fondò il club di pallamano femminile del Hypo Niederösterreich assieme ad alcune atlete fra cui sua moglie Liese Prokop, Maria Sykora e Eva Janko. Dal 1977 a oggi, sotto la guida di Prokop, il club ha vinto per 33 volte consecutive il campionato austriaco e per otto volte la Champions League. Per i successi ottenuti Prokop nel 2007 è stato nominato allenatore del secolo dalla Federazione Europea di Pallamano
Nel 2009 è balzato agli onori delle cronache per aver interrotto un contropiede avversario placcando una giocatrice avversaria durante un match di Champions League contro il Metz. A seguito di tale scorrettezza si è dimesso dalla guida della squadra austriaca ed è stato poi squalificato dalla Federazione Europea.